# Allan Bloom
Allan David Bloom, ameriški filozof in filolog, * 14. september 1930, Indianapolis, † 7. oktober 1992, Chicago. Znan je po kritikah sodobnega višjega izobraževanja, ki jih je javnosti predstavil v svoji najbolj prodajani knjigi z naslovom "Somrak ameriškega uma" (The Closing of the American Mind, 1987). Bloom je občasno poučeval na univerzah Cornell, Toronto, Yale, Chicago in na ENS v Parizu. 
Bloom je skozi vsa svoja dela izražal svoja stališča, pronicljive ideje in takrat aktualne kritike družbe, ki so 
njegovim bralcem ponudile vpogled v napake ameriškega visokošolskega izobraževalnega sistema in ameriške družbe kot celote. Na filološkem področju je s svojim prevodom Platonove Države pomembno prispeval k boljšemu razumevanju in lažjim interpretacijam le-te.

## Življenje in izobrazba
Rodil se je v judovski družini druge generacije staršema, ki sta bila oba socialna delavca. Pri trinajstih letih je prebral ameriški časopis Readers Digest, v katerem je naletel na članek o Univerzi v Chicagu in staršema izrazil želji, da bi se vpisal na to univerzo. Leto kasneje se je z družino preselil v Chicago. Leta 1946, star 16 let, je bil leta sprejet v program za humanistične znanosti za nadarjene študente.
Pri osemnajstih letih je že diplomiral. Šolanje je nadaljeval v podiplomskem programu v okviru iste univerze na Komiteju za družboslovno misel, kjer se je v okviru širšega interdisciplinarnega študija specializiral za filologijo. Pod mentorstvom filologa in prevajalca antične grške literature Davida Greneja je leta 1955 promoviral iz teze o Izokratu. Uspešno zaključen doktorat mu je prinesel še študij v Parizu, kjer so nanj precej vplivala predavanja vplivnega razlagalca Heglove filozofije Alexandra Kojèva. Njegova predavanja je kasneje tudi predstavil angleško govorečemu svetu.

## Kariera in delo
V letih od 1953 do 1955 se je Bloom izpopolnjeval v Parizu na ENS. Po vrnitvi v Chicago je najprej predaval dodiplomskim študentom pedagoškega programa. V letih od 1960 do 1963 je poučeval na Yaleu, na Cornellu do 1970 in Torontu do 1979, potem pa se je vrnil nazaj v Chicago. 
Prva izdana monografija Shakespeare's Politics je vsebovala tri eseje o Shakespearjevih igrah.
Prevedel in komentiral je Rousseaujevo pismo D'Alembertu na temo gledališča in mu napisal predgovor. Leta 1968 je prevedel in komentiral Platonovo državo. Bloom je menil, da so bili do tedajšnji prevodi pomanjkljivi, predvsem zaradi vpliva krščanskih motivov, ki so jih prevajalci skozi stoletja dodajali originalnemu besedilu (krščanski platonizem). Zato je Bloom poskušal pri prevajanju ostati čim bolj objektiven. Prevod ni strogo filozofski in se na dialoški ravni približa literaturi. Čeprav njegov prevod ni splošno priznan, je sam zatrdil, da je upošteval vlogo prevajalca kot posrednika med bralcem in besedilom. Kasneje, leta 1978, je prevedel tudi Rousseaujevo delo Emile ali O vzgoji. V zbirki esejev Velikani in pritlikavci je v svoj izbor uvrstil eseje o  Raymondu Aronu, Alexandru Kojèvu, Leu Straussu in Johnu Rawlsu, skratka vseh, ki so nanj miselno pomembno vplivali. V predgovoru k Velikanom in pritlikavcem je zatrdil, da se je njegova pot izobraževanja začela s Freudom in končala s Platonom. Tema tega eseja je samozavedanje in samoraziskovanje. 
Bloomovo najbolj slavno delo ima naslov Somrak ameriškega uma. Predgovor je napisal njegov prijatelj, kanadski pisatelj Saul Bellow.
Ljubezen in prijateljstvo (Love and Friendship, 1993) je Bloomovo zadnje delo, ki je bilo objavljeno posthumno, napisal oziroma diktiral pa jo je na smrtni postelji, tik preden je umrl. V njej je podal svojo interpretacijo pomena ljubezni. Leta 1992 je zaradi AIDS-a umrl v Chicagu. Pojavila so se ugibanja, ali je bil Bloom homoseksualec, saj se sam glede spolne usmerjenosti ni nikoli opredeljeval, so pa njegovi prijatelji to potrdili.
Bloomovo delo ni zlahka kategorizirano, vendar vseeno obstaja rdeča nit, ki povezuje njegova dela. Zavzemal se je za ohranitev filozofskega načina življenja za prihodnje generacije. To je želel doseči  tako s strokovnimi izdajami kot tudi izdajami za širše občinstvo. Tako lahko njegovo delo razdelimo v dve kategoriji: znanstvena (npr. komentar h Platonovi Državi) in popularno politično komentatorstvo (npr. Somrak ameriškega uma). Zdi se, da je meja med tema kategorijama zelo jasna, vendar po podrobnejšem pregledu Bloomovih del ugotovimo, da med njimi obstaja jasna povezava, skozi katero se odraža avtorjev pogled na filozofijo in vlogo filozofa v političnem življenju.

### Somrak ameriškega uma
Delo "Somrak ameriškega uma" je bilo objavljeno leta 1987, pet let za objavo kritičnega eseja v The National Review o neuspehu univerz, da bi mimo ozkih specializacij študentom ponudile tudi etično vsebino učenja za življenje. Zato je toliko bolj kritičen do humanistike in ozkih specializacij v filozofiji, ki je prenehala biti vir modrosti za življenje. Svoje mišljenje je nato objavil v knjigi, ki govori o aktualnem stanju visokošolske izobrazbe na ameriških univerzah. Tako on kot njegovi prijatelji in oboževalci so bili mnenja, da bo knjiga doživela zmeren uspeh, vendar je požela pozitivne začetne kritike in nepričakovano postala izjemno priljubljena. Prodanih je bilo skoraj pol milijona trdih izdaj in na vrhu lestvice New York Times reliterarnega žanra je ostala štiri mesece.
Somrak ameriškega uma je kritika sodobnih univerz in njihovega odnosa do študentov, avtor v njej namreč piše, da te ne nudijo dovolj svojim študentom, hkrati pa kritizira moderna gibanja v filozofiji, predvsem analitično filozofijo in postmodernizem. Profesorji filozofije omalovažujejo pomembne etične in politične probleme ter ne spodbujajo zanimanja svojih študentov na teh področjih. Profesorji literature, ki jih zanima dekonstrukcija, spodbujajo iracionalizem in skepticizem standardov resnice in tako razkrajajo moralne imperative, ki so sporočane skozi resnično filozofijo in ki dvigajo in razširjajo intelekt tistih, ki se ukvarjajo z njimi. V veliki meri Bloom kritizira prepričanje, da so bile velike knjige Zahodnega mišljenja razvrednotene kot vir modrosti. Bloomova kritika je razširjena čez univerze, zato da bi govorila splošni krizi ameriške družbe.
Avtorjeva kritika sodobnih gibanj po univerzah ali v družbi izhaja iz njegove klasične in filozofske orientacije. Za Blooma neuspeh sodobnih liberalnih izobraževalnih institucij vodi v sterilne socialne in spolne navade modernih študentov ter v njihovo nesposobnost, da bi si našli življenje zase preko navadnih standardov, ki jim jih družba ponuja kot uspeh. Bloom trdi, da so želje in vrednote, ki so nam bile vcepljene v glavo skozi reklame, postale bolj pomembne kot ljubezen, filozofsko iskanje resnice in civilizirano iskanje časti in slave.

#### Kritike
Prvi val kritik je bil objavljen v revijah kot so The New York Times, Time, Newsweek, Chronicle of Higher Education in Washington Post. Kritike so bile pozitivne, medtem ko so bile kritike drugega vala mnogo bolj negativne. 
Filozofa Martha Nussbaum in Harry V. Jaffa, prva bližje liberalni struji, drugi konzervativni, sta mu oba očitala, da je preveč pod Nietzschejevim vplivom. Nussbaumova, ki je hkrati analitična filozofinja, opozarja na slabosti pretiranega Nietzschejevega vpliva v sodobni filozofiji. Podobne kritike, ki so se spraševale o avtorjevi demokratičnosti, so si sledile iz obeh političnih taborov, nekateri kritiki pa so šli še dlje in so celotno delo potisnili v polje literarne satire. Noam Chomsky je knjigo označil preprosto za bebavo ("mind-bogglingly stupid").
Ameriški pisatelj Keith Botsford je s kratkim komentarjem upravičil Bloomovo knjigo:
»Bloom je pisal v času vnetih polemik, ko se je Amerika spopadala s spolno in rasno diskriminacijo. V tem času (v 80. letih 20. stoletja) se je v Ameriki gledalo na ljudi predvsem po spolu in barvi kože. Bloom pa ni nikoli gledal na ljudi s te strani, temveč jih je imel rad glede na to, kako so se obnašali do njega, torej je stremel k resnični ljubezni.«

### Ljubezen in prijateljstvo
Iz Bloomove zadnje knjige Ljubezen in prijateljstvo (Love and Friendship) je očitno, da so na avtorjevo interpretacijo ljubezni močno vplivali predvsem evropski ustvarjalci, in sicer Flaubert, Tolstoj, Rousseau, Shakespeare s svojimi igrami ter Platon z delom Simpozij.
Bellow je o Bloomovem poslednjem delu zapisal:
»Ne samo, da je bil Allan akademik, temveč je deloval tudi kot literarni pisatelj, ki je bil izjemno pameten in vsestranski. Literaturo je tako zelo ljubil, da je kljub, temu da je bil že na pol paraliziran v bolnišnici, napisal to literarno delo, ki je nekakšno nadaljevanje Shakespearovih ljubezenskih iger in Platonovega erosa. V svojem delu poziva k branju poezije in spoznavanju, kaj se je zgodilo z našimi najglobljimi čustvi v današnji dobi, v kateri najdemo samo še umetno evforijo.«